# Lepus granatensis
La liebre ibérica (Lepus granatensis) es un mamífero lagomorfo endémico de la península ibérica. Esta especie tiende a ser confundida con los conejos (Oryctolagus cuniculus). Tiene tamaño mediano: mide entre 44 y 50 cm posee garras alargadas y mucho pelaje cubriendo sus dedos. Es una especie herbívora y nocturna (de día está generalmente durmiendo). Una hembra puede dar a luz una o dos crías en su primer parto (esto puede ocurrir en cualquier época del año). Se puede adaptar a cualquier territorio. Sus orejas son más largas que las del conejo, pueden llegar a medir de 9,3 a 10,5 cm. Normalmente su peso es de 1500 a 2600 g. Forma parte de la alimentación de muchos depredadores, pero entre ellos destacan: el hombre, los lobos y los zorros.

## Descripción
De tamaño mediano, mide entre 44 y 50 cm su pelaje es suave y corto, con el dorso color marrón rojizo con una mancha blanca en la parte de arriba y el vientre blanco hasta las patas delanteras. La cola tiene la punta negra. Sus orejas son más largas que las del conejo, debido a que miden de 9,3 a 10,5 cm. Las hembras son de mayor tamaño. Son muy veloces, debido a su esqueleto liviano y a sus grandes patas traseras. Tiene un sistema circulatorio muy desarrollado: su gran corazón le permite bombear una gran cantidad de oxígeno.

### Huella
La liebre ibérica tiene una pata con unas grandes garras con cinco dedos; sus características patas son parecidas a las del conejo, por eso normalmente se tiende a confundirla con este. Las patas tienen tanto pelaje en las plantas y dedos que no se consiguen ver perfectamente. La liebre marca el talón en forma de línea longitudinal para alertar a sus compañeros de que corren algún riesgo. Un científico comprobó que la huella del conejo y la liebre se puede diferenciar porque el conejo al correr sobre terreno blando o nieve marca con sus cuatro huellas una letra «Y» y la liebre al correr deja una letra «L».

## Comportamiento
Al igual que el conejo, este animal es una especie fundamentalmente crepuscular y nocturna. Durante el día permanece en estado de reposo.
Entre las liebres se establece una jerarquía, defendida mediante persecuciones y demostraciones de fuerza adoptando posiciones intimidatorias. Cuando comen en grupo, los animales dominantes ocupan los mejores sitios, dejándoles a los más jóvenes las de menos alimentos; para lograr esto utilizan su habilidad de ser animales disuasorios, que consiste en extender sus cuatro patas y arquear su cuerpo; está habilidad es apta para que los demás sepan que se deben retirar de esa zona de alimentos. Regularmente, las liebres se reúnen en manadas nocturnas.
Ya que esta especie es nómada no comprende ningún territorio que puedan defender, pero aun así hay peleas frecuentemente entre los machos para aparearse con las hembras.  Algunas de esas peleas pueden llegar a ser mortales cuando se mantienen en cautividad en terrenos de pequeño tamaño.

### Alimentación
Como todos los lagomorfos, la liebre ibérica es herbívora.
La liebre produce dos tipos de excrementos, uno claro y otro oscuro. Esta característica se denomina cecotrofia. El excremento que se desecha, de apariencia dura y clara puede se observado en los espacios frecuentados por las liebres. El otro tipo de excremento es oscuro y cubierto de mucus; el animal lo ingiere directamente desde el ano cuando se encuentra en estado de reposo, aprovechando el contenido de vitaminas y nutrientes de las células vegetales.

### Reproducción
Las liebres ibéricas son animales solitarios que pueden reproducirse en cualquier época del año, aunque la mayoría de los partos se concentran entre febrero y abril, y luego en junio y julio. El primer parto incluye una o dos crías, mientras que lo normal en los posteriores son tres o cuatro, que nacen tras 42-44 días. Las hembras presentan la capacidad de aparearse y guardar el esperma de un macho incluso después de ser fecundadas con otro, lo que las capacita para tener una nueva camada en poco tiempo. Si por alguna razón se interrumpe el embarazo, la hembra no aborta, ya que su cuerpo puede reabsorber al embrión muerto.
Las crías nacen en un simple encamamiento, el mismo que la madre usa para dormir. Son notablemente precoces y en un año ya son maduros sexualmente. Las liebres pueden vivir hasta nueve años en libertad y doce en cautividad. Las crías carecen del olor típico de los adultos, algo que unido a su capacidad para agazaparse las mantiene a salvo de los depredadores, Las crías al nacer ya poseen un fino pelaje y los ojos abiertos desde el primer momento.

## Distribución
Se encuentra ampliamente distribuida por la península ibérica (con la excepción de la Cornisa Cantábrica y los territorios situados al norte del río Ebro) donde ha desaparecido o se encuentra en declive.
En la isla de Mallorca fue probablemente introducida hace siglos y en la actualidad es muy rara.
Se pueden encontrar otras dos especies de liebre en la península: la liebre europea (Lepus europaeus), al norte del río Ebro, desde las costas de Asturias hasta la costa catalana y la liebre de piornal (Lepus castroviejoi) con una distribución restringida a la cordillera Cantábrica donde puntualmente coincide con L. granatensis.
Junto con el conejo de monte sirve de alimento a diversos depredadores, mejora la fertilidad del suelo y dispersa las semillas de las plantas que consume contribuyendo a mantener la diversidad dentro de su hábitat.
Su abundancia se dispara en sistemas agrícolas intensivos, donde puede llegar a causar importantes daños económicos.

## Hábitat
El hábitat requerido por la liebre ibérica es sumamente variable, pero por lo general abierto y más o menos llano. Habita por igual en marismas (es notablemente abundante en el Coto de Doñana) que en praderas secas, al nivel del mar o en prados de alta montaña, en llanuras herbáceas o cubiertas de matorral o árboles bajos. Se adapta sorprendentemente bien al impacto humano sobre el ambiente, hasta el punto de que no es rara verla en campos de cereales, huertas, olivares o viñedos. En estos últimos lugares suele ser perseguida porque devora los frutos y brotes de las plantas cultivadas, además de por su mismo valor cinegético. No obstante, es una especie no amenazada, al menos en la península ibérica.

## Depredadores, conservación y amenazas
Entre sus depredadores habituales, aparte del hombre, se encuentran los lobos (Canis lupus signatus), zorros (Vulpes vulpes), gatos monteses (Felis sylvestris) búho real (Bubo bubo), águila imperial (Aquila adalberti) y águila real (Aquila chrysaetos) , si bien se calcula que hasta una treintena de especies animales (incluyendo mamíferos, aves y reptiles) pueden alimentarse ocasionalmente de la liebre ibérica. Para evitar esto, las liebres se valen fundamentalmente de sus agudos oído y olfato y su capacidad para correr hasta 70 km/h.
Otra amenaza para esta especie es la mortandad causada por las cosechadoras mecánicas en los campos de cereales.

### Enfermedades
A pesar de que a la liebre ibérica no le afectan las mismas enfermedades del conejo (es decir, no sufre de EVH), sí contrae la fiebre de la liebre y la mixomatosis, enfermedad infecciosa que afecta a la liebre desde verano de 2018 y que está mermando sus poblaciones drásticamente.
La tularemia, o fiebre de la liebre, provocada por la bacteria Francisella tularensis, fue citada por primera vez en España en 1994 y en Castilla y León en 1997.  Parece que esta enfermedad fue introducida a España por las liebres que no tenían control veterinario. Es transmitida por la picadura de un mosquito que haya absorbido la infección de otra liebre; también puede ser transmitida a través de una garrapata. La enfermedad se desarrolla en muy poco tiempo, pudiendo llevar de uno a diez días de incubación. Esta enfermedad zoonótica puede afectar al perro y al hombre. Se halla registrada como amenaza en la Oficina Internacional de Epizootias, ya que puede transmitirse de un animal al hombre. La única manera que existe de ser detectada es en el esqueleto de la liebre, pues las que padecen la enfermedad tienen a tener sangre en forma de espuma en el cráneo.